# Merdorp
Merdorp (en wallon : Mierdo /mjɛʀ.ˈdɔ/ ) est une section de la ville belge d'Hannut, située en Région wallonne dans la province de Liège.
C'était une commune à part entière avant la fusion des communes de 1977.

## Étymologie
On peut lire, sur certaines pierres tombales, l'inscription Meridici Orp
Le village tiendrait son nom de sa situation géographique par rapport à Orp-le-Grand et Orp-le-Petit. En effet, Merdorp est situé au sud de ces deux entités (Meridici Orp, Meridei Orpum, Orp du Midi).

## Démographie
- Sources:INS, Rem:1831 jusqu'en 1970=recensements, 1976= nombre d'habitants au 31 décembre

## Histoire
On y a relevé des traces d’occupations néolithique, gallo-romaine (tumuli) et mérovingienne (cimetière).
Plus proche de nous, la seigneurie foncière de Merdorp appartenait au chapitre de Saint-Jean-l'Evangéliste. Étant seigneurie ecclésiastique, le village avait un avoué; cette charge était un fief relevant de la cour féodale de Namur. Elle appartenait, en 1380, à Philippotte, fils de Gilles de Branchon. Après avoir appartenu au monastère de Flône, vers 1613, elle passa à Guillaume de Gaiffier et resta dans cette famille jusqu'à la Révolution.
Quant à la seigneurie hautaine, elle appartenait au souverain du pays. En 1700 elle appartenait à Richard de Hemricourt, sire de Ramioule.
Il y avait dans le village une haute cour de justice et une cour foncière.

### Seconde Guerre Mondiale
C'est notamment à Merdorp qu'eut lieu, le lundi 13 mai 1940 qu'eut lieu la première grande bataille de chars de l'Histoire. Merdorp, Jandrain et Orp étaient devenues de véritables places fortes françaises. Mais les Allemands n'attaquèrent que vers 11 heures après avoir reçu ravitaillement et renfort en chars lourds pour affronter les chars de la 3e DLM. Sur un front de huit km, 648 chars allemands, en principe, allaient faire face à 239 chars français. Le combat était inégal. Cependant, il fallut attaquer encore et encore pour venir à bout de la défense française. Les stukas jouèrent un rôle décisif. Bientôt la mêlée fut générale. On a parlé de «charodrome» et de «chaudron d'enfer» avant que fantassins et motocyclistes de la wehrmacht n'atteignent le centre du village qu'au prix, dit-on, d'une véritable boucherie. Celle-ci se cristallisa dans la descente de la rue principale et dans la prise du P.C., un café en face de l'église Saint-Remy, qui conserva pendant longtemps les plaques de sang laissées par les coups de baïonnettes et des grenades.
Bilan : 90 chars français et 165 tanks allemands détruits. Des milliers de morts et de blessés

## Galerie

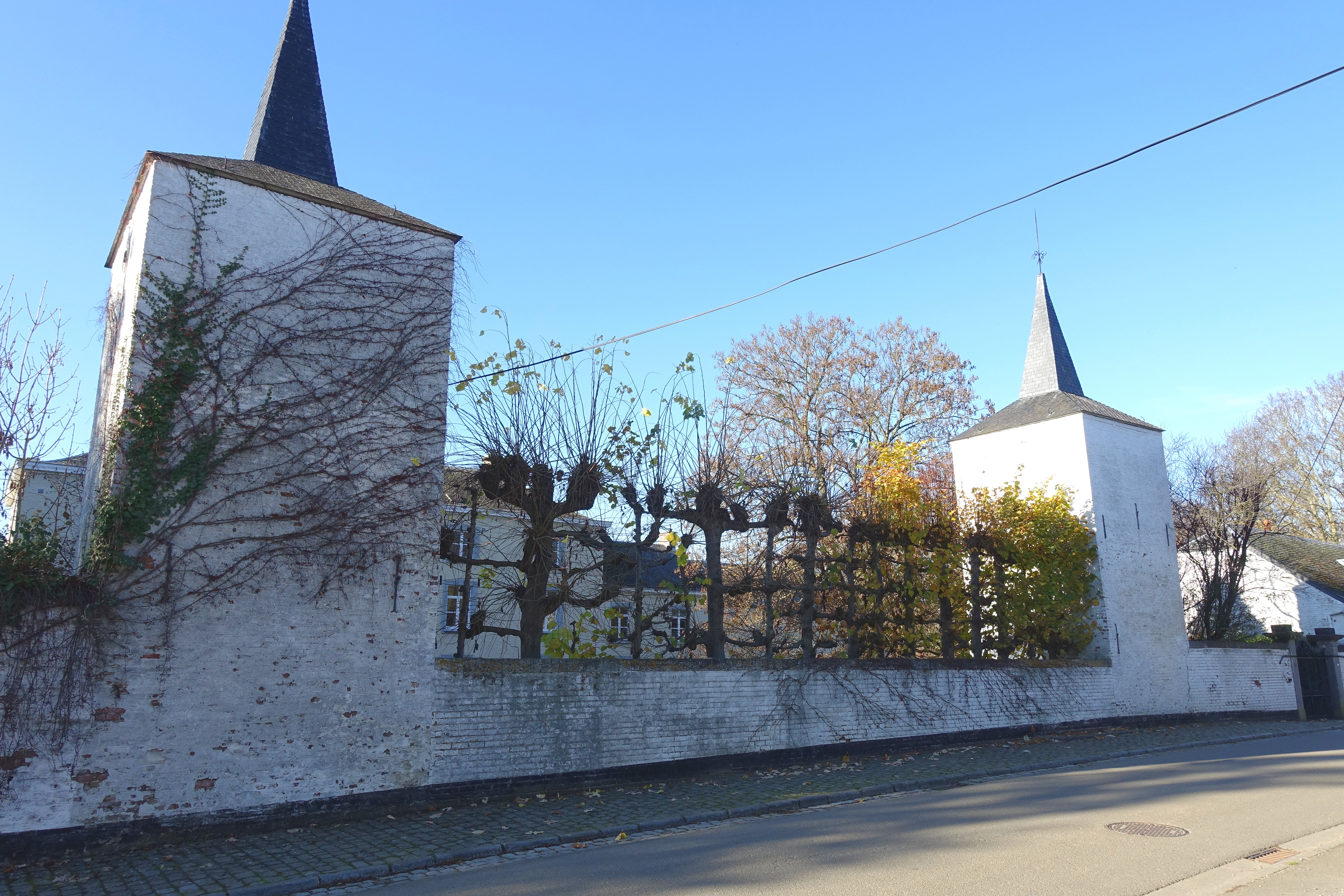
Château de Merdorp.
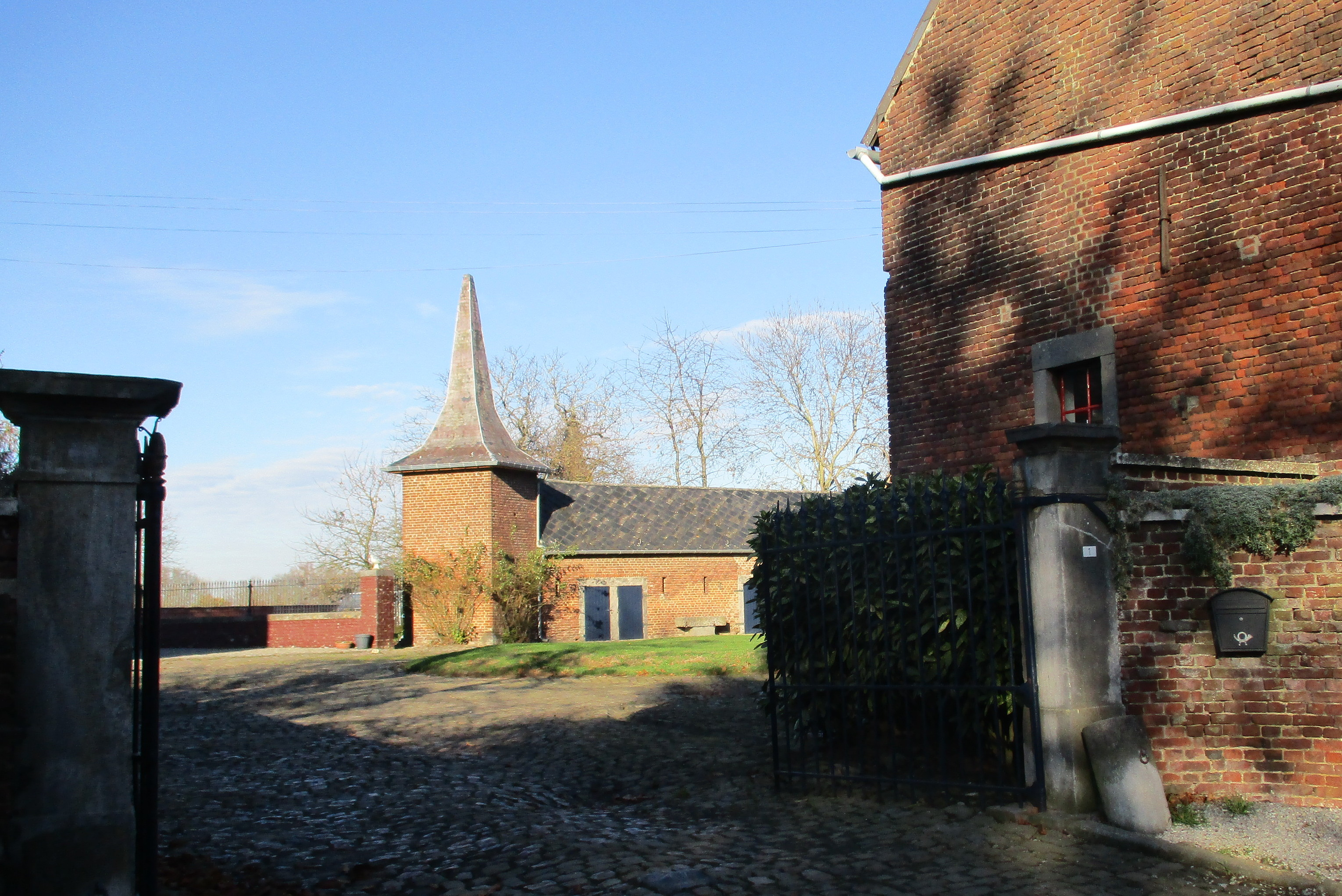
Porcherie tourelle de la Ferme Dandoy.
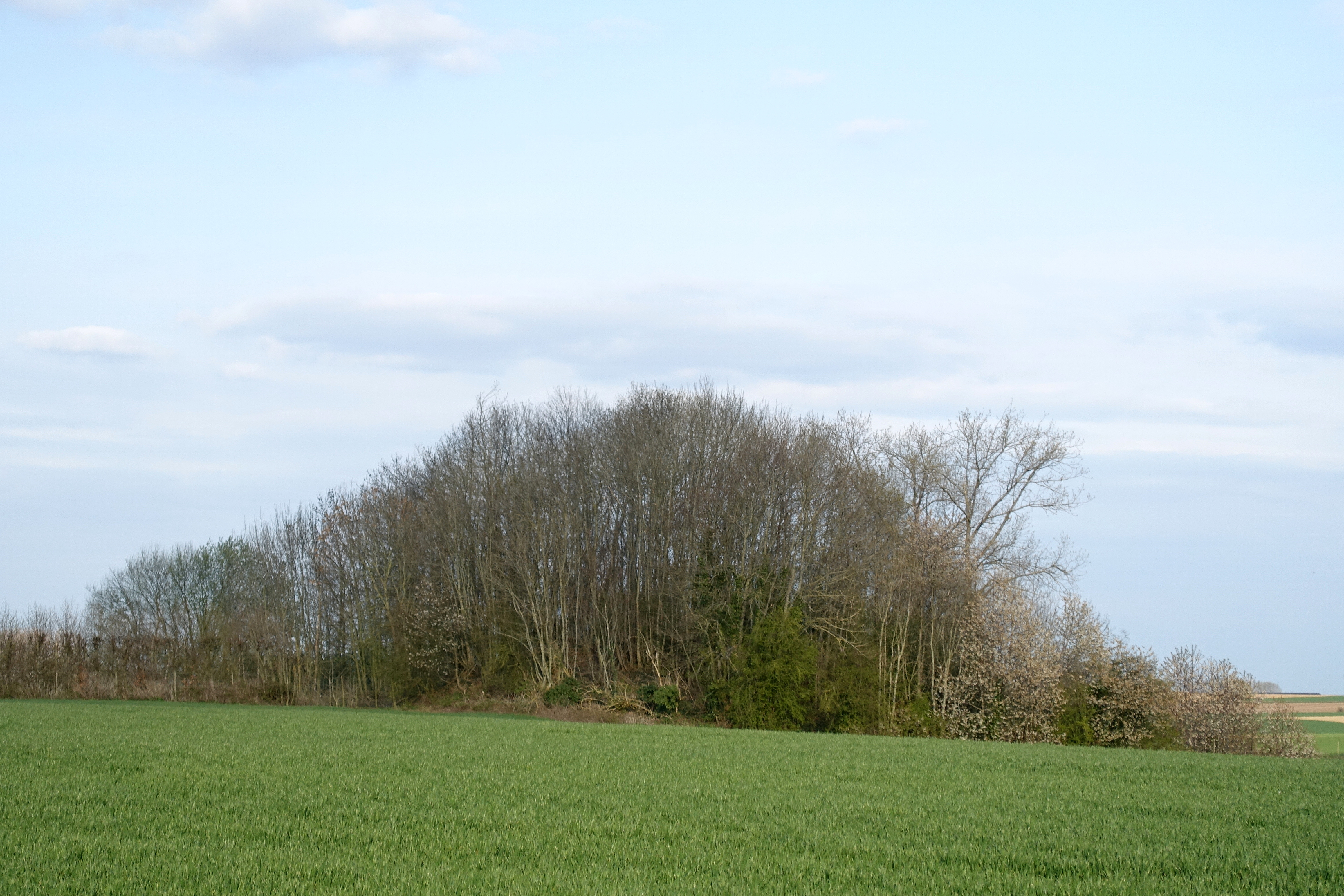
Tumuli de Mirteaux.